# Anders Gravers Pedersen
Anders Gravers Pedersen (født 13. maj 1960) er en dansk formand og medstifter af Stop Islamiseringen af Danmark (SIAD), sammen med P.H. Bering og Stop Islamiseringen af Europa (SIOE). Han har bopæl i den nordjyske by Storvorde, hvor han bor sammen med sin kæreste og et barn.
Anders Gravers er uddannet butiksslagter, men lever af selvforsyning, såsom fremstilling af oste, pålæg, pølser, smør, brød, øl og vin, samt grøntsagsproduktion. Gravers' kæreste tjener pengene til andet forbrug.

## Politisk historie
SIAD stod bag borgerlisten Stop Islamiseringen af Danmark, som deltog i kommunalvalget i Aalborg i 2005. Listen fik 1172 stemmer.
Anders Gravers blev ikke inviteret med til vælgermøder i forbindelse med valget i 2007.

## Læs også
- Stop Islamiseringen af Danmark
- Stop Islamiseringen af Europa